# Castell d'Ugron
El Castell d'Ugron o "castell del calendari" (en hongarès Ugron-kastély) es troba a Zau de Câmpie, al comtat de Mureș. El castell d'Ugron és present a la llista de monuments històrics, amb el codi MS-II-aA-16073.

## Històric
István Ugron, el propietari del castell, va ser l'ambaixador austrohongarès a l'Imperi rus. Va ser així com va conèixer una de les filles del tsar Nicolau II de Rússia i es va enamorar d'ella. La història dels dos s'ha conservat fins avui per boca-orella, explicada als carrers del poble, de manera que hi ha diverses opcions. No obstant això, la majoria dels vilatans diuen que la noia també estava enamorada del baró, només que no complia les expectatives i pretensions d'una princesa. Això hauria obligat el baró Ugron a pavimentar el carreró que conduïa al castell amb diners d'or.
Dit i fet, l'ambaixador enamorat va ordenar als treballadors que duguessin a terme la tasca per la seva xicota. Només al mig del camí la princesa va exigir que es posessin els diners d'or al racó, perquè ningú trepitgés la corona de l'emperador, ja que segons ella representava una falta de respecte i lleialtat cap a l'emperador. Ugron va tornar a ordenar la reconstrucció de la carretera, només que aquesta vegada no tenia prou diners per a tot el tram de carretera. Veient-se impotent i incapaç de satisfer les exigències de la seva estimada dona, el baró István Ugron es va aturar una estona per cortejar la princesa. Mentrestant, els bolxevics van arribar al poder i durant la Revolució Russa de 1917 va morir tota la família del tsar, inclosa la princesa. Trist, el baró es va retirar de la vida pública amb el cor ple de dolor després del seu amor incomplet.

## Trets
El castell de Zau de Câmpie es va construir segons els principis d'un calendari. Té 365 finestres, quants dies hi ha a l'any, 4 torres, el mateix que el nombre d'estacions, 52 habitacions, quantes són les setmanes, 7 terrasses, quants dies hi ha a la setmana i 12 passadissos, quants són mesos de l'any. El castell està sota el signe d'una història d'amor incompleta entre el propietari i una princesa russa.
Al 1911 va començar la construcció de la residència de vacances del baró István Ugron. Arquitectura fidels castells medievals francesos. Durant tres anys, els habitants locals es van veure obligats a treballar-hi gratuïtament amb les seves eines i animals. El baró no visitava gaire el castell de Zau de Câmpie. Tanmateix, va ser la seva ambició construir aquesta residència d'estiu tan especial, a diferència de qualsevol altra residència. Durant el comunisme, va ser presa per l'estat i va rebre diverses destinacions al llarg del temps. Els mobles van ser confiscats per la direcció comunista i traslladats a Turda, on aleshores hi havia el centre del comtat. Al seu torn, el castell va ser un sanatori per a pacients amb turberculosi, una escola i una botiga de cereals i, en els darrers anys, una casa per a nens.

## La situació actual
El castell forma part del patrimoni del Consell Comarcal de Mureș, que va guanyar la demanda amb els presumptes hereus del comte Ugron. L'orfenat va ser suprimit el 2012, per decisió del consell comarcal, i els darrers fills van ser traslladats d'allà a cases familiars.
Actualment es troba sota l'administració de la Direcció General d'Assistència Social i Protecció de la Infància de Mureș. El 2017, el dret d'administració de l'edifici es va transferir al Museu del Comtat de Mureș, per a la realització d'activitats museístiques.

## Galeria

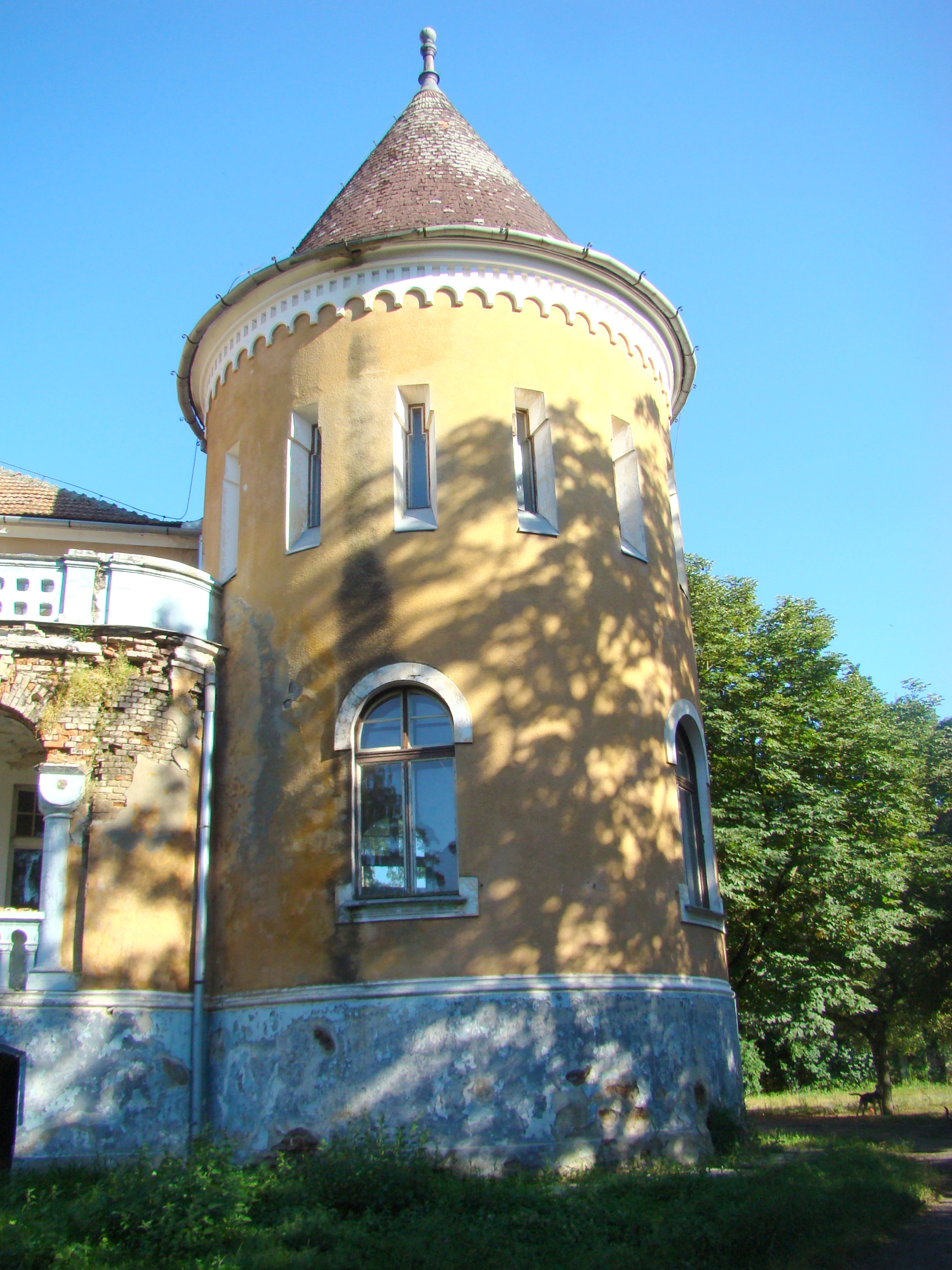
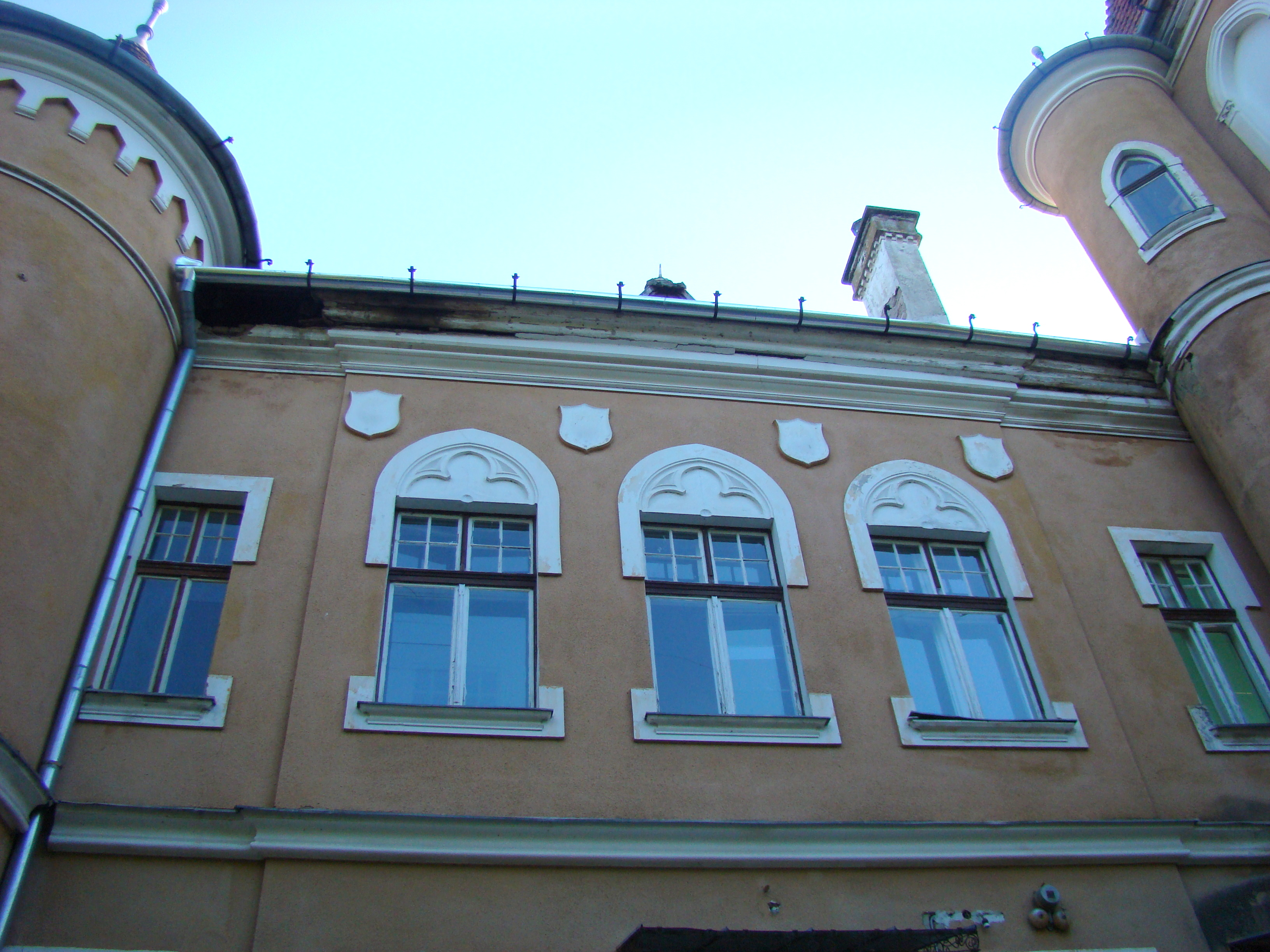
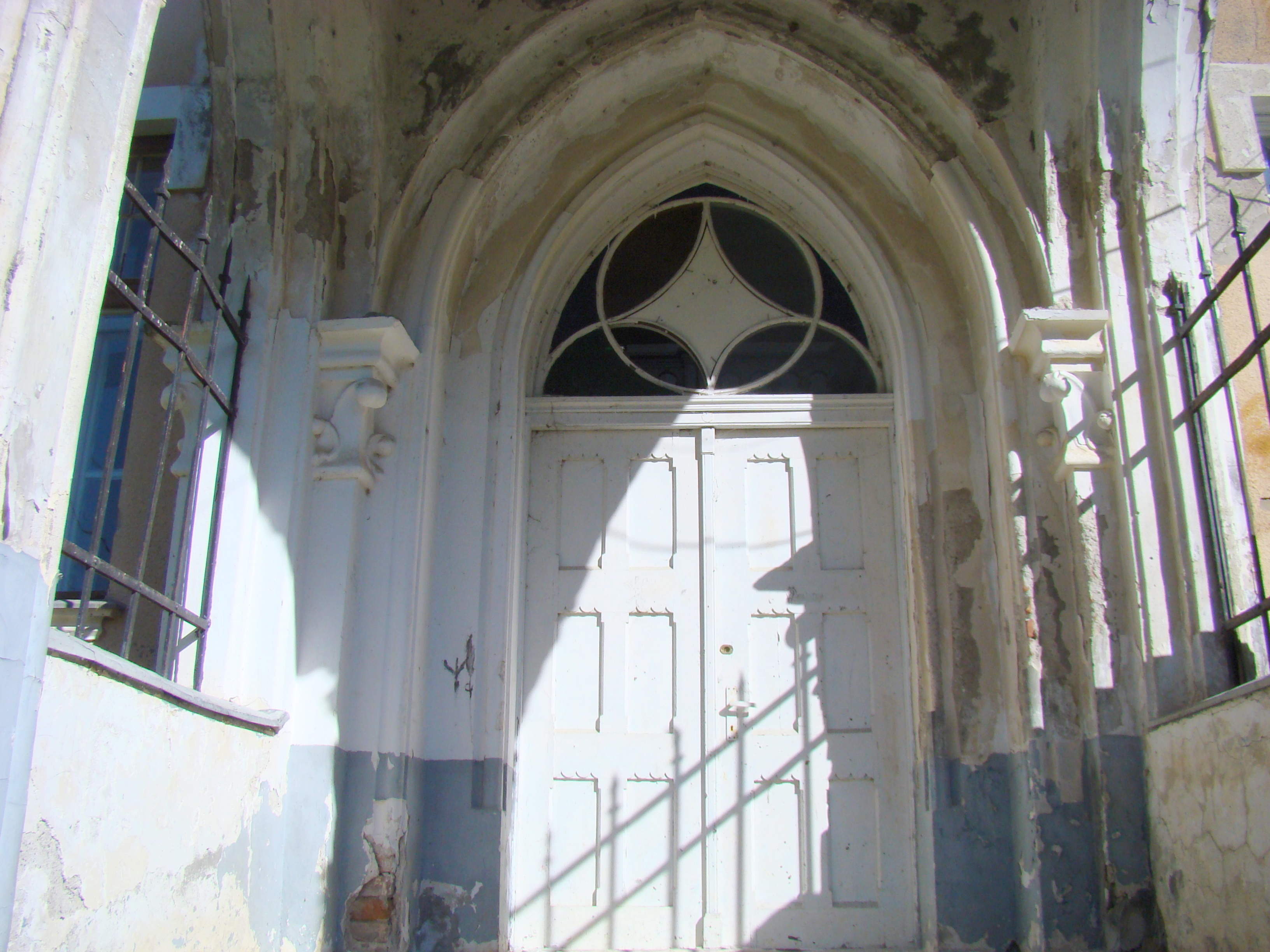
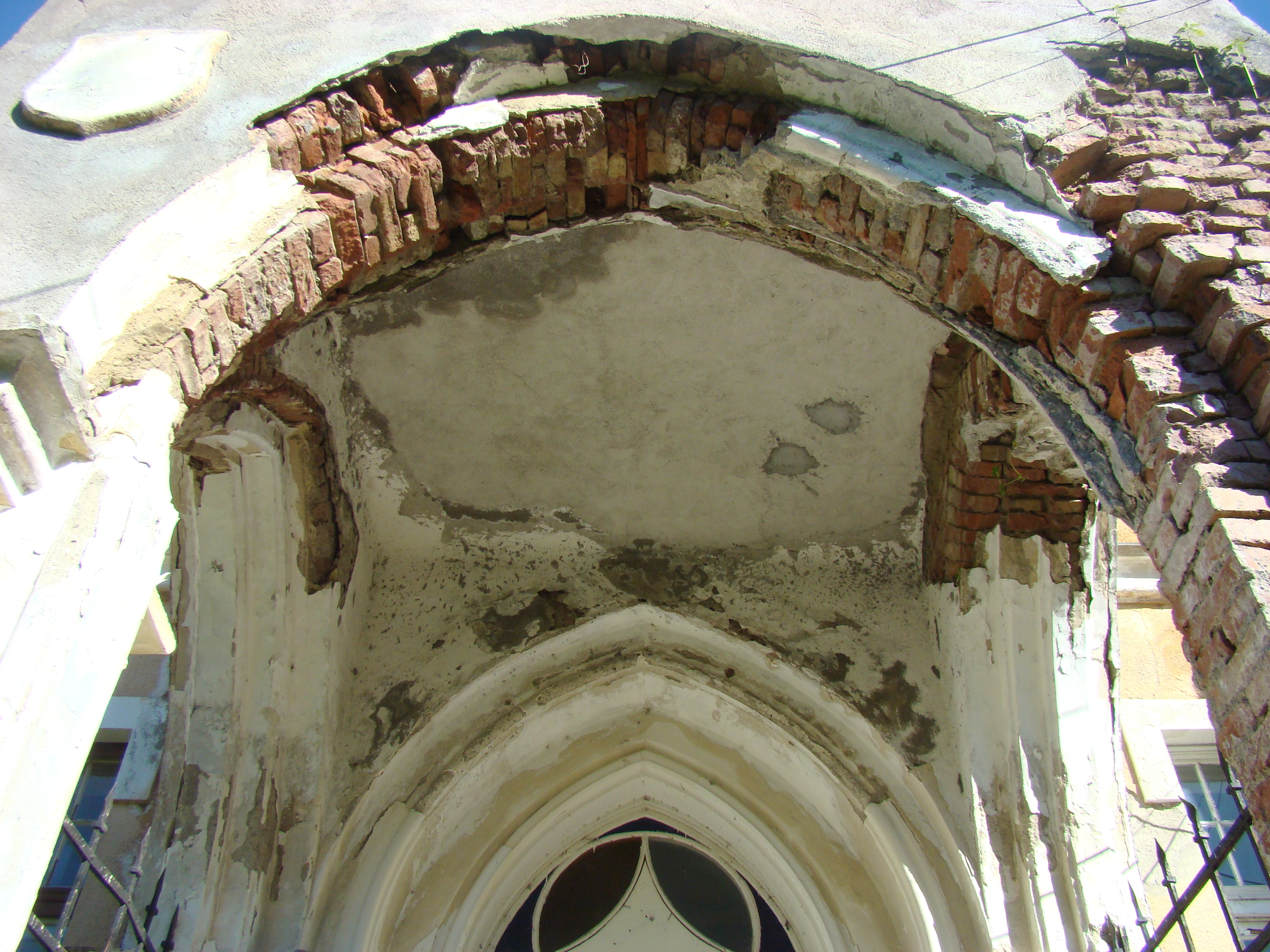
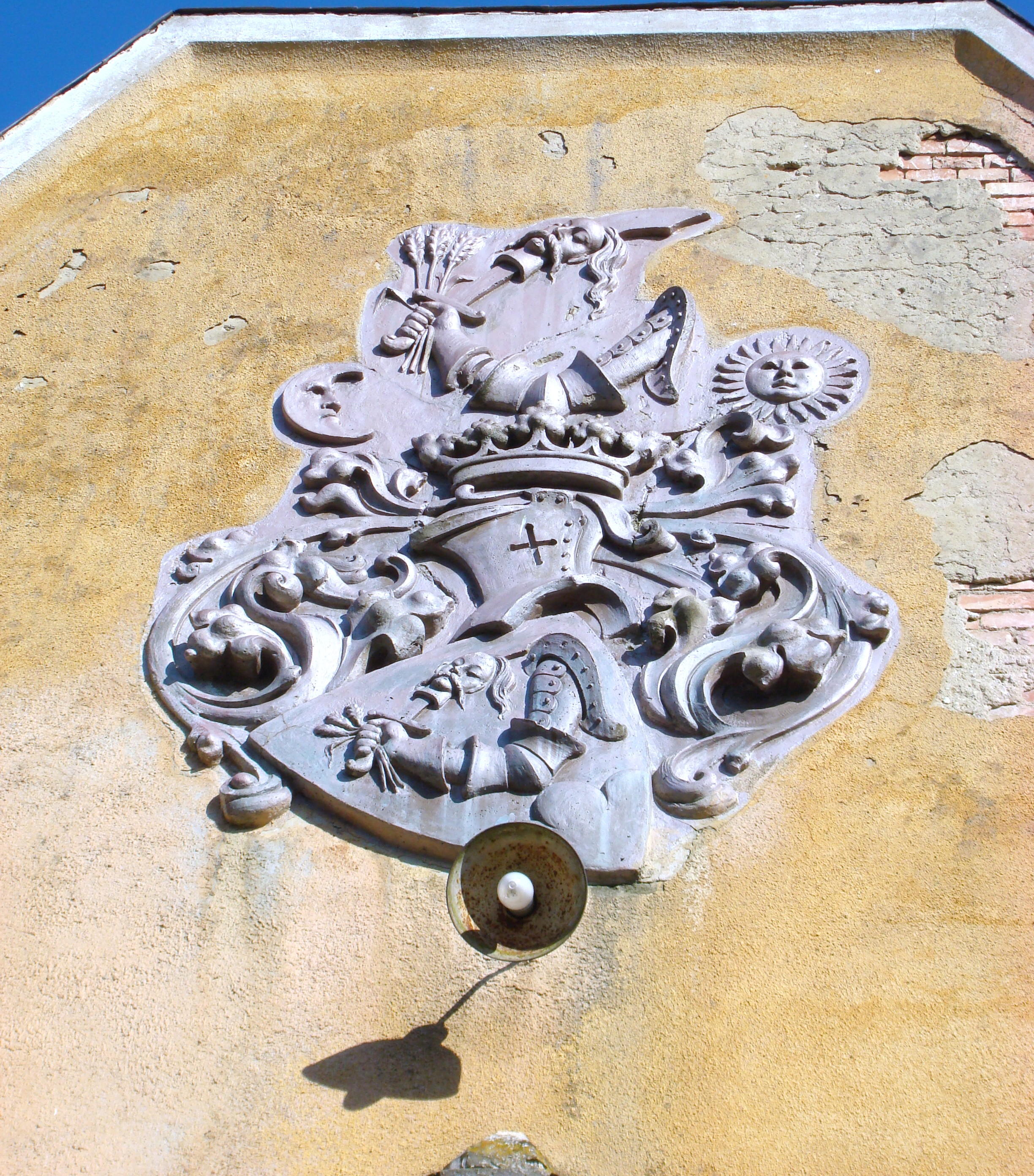
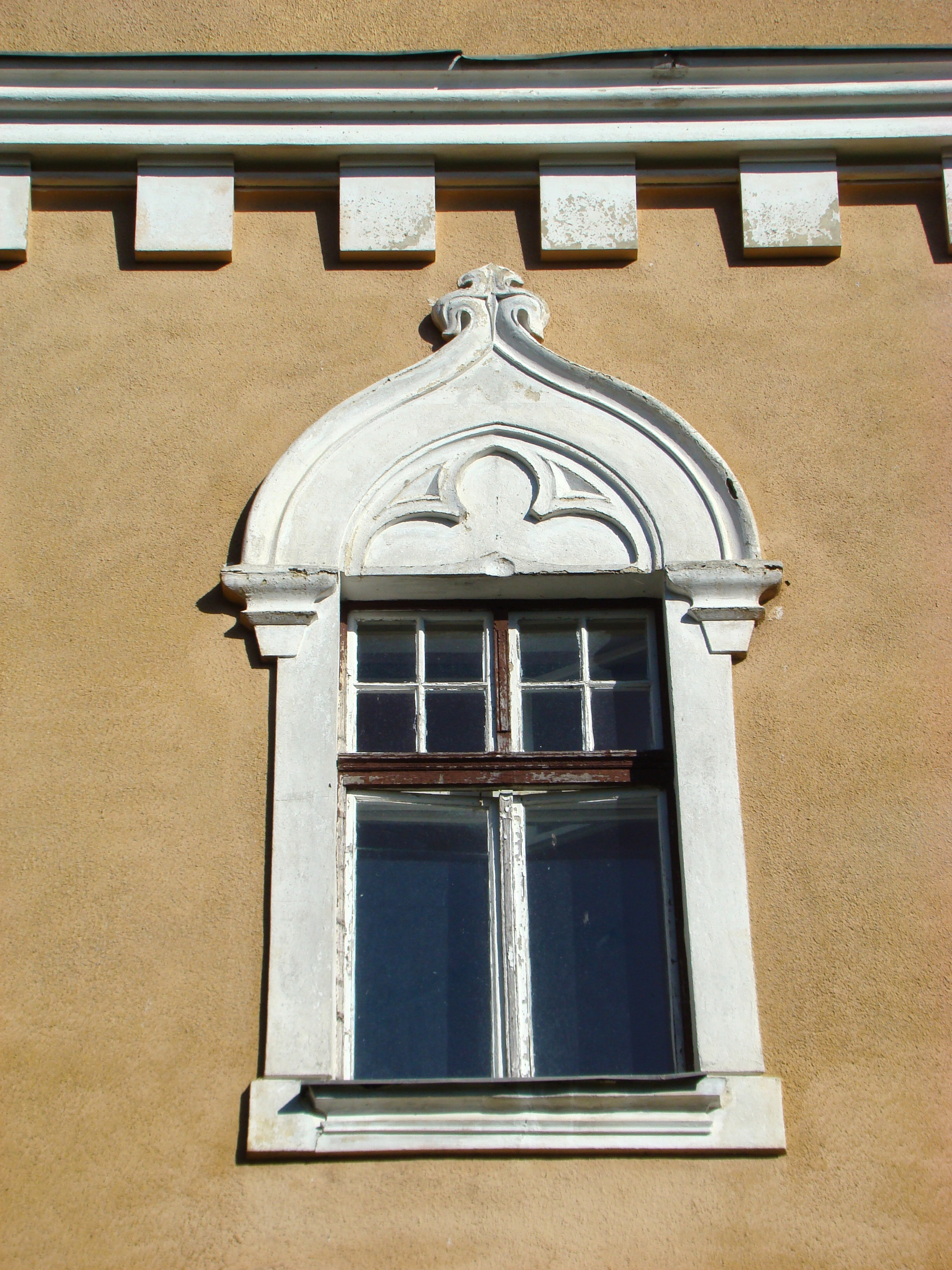
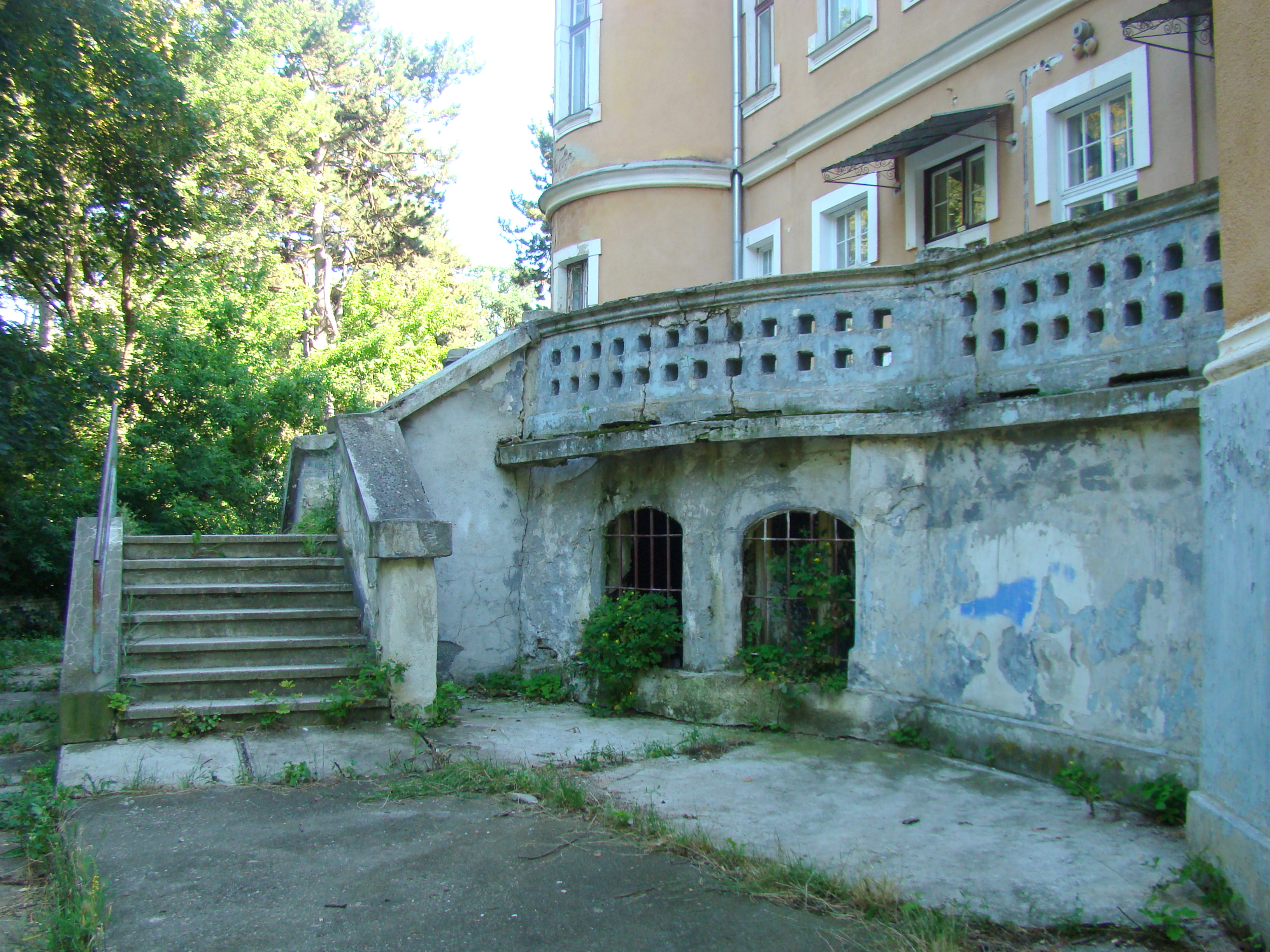
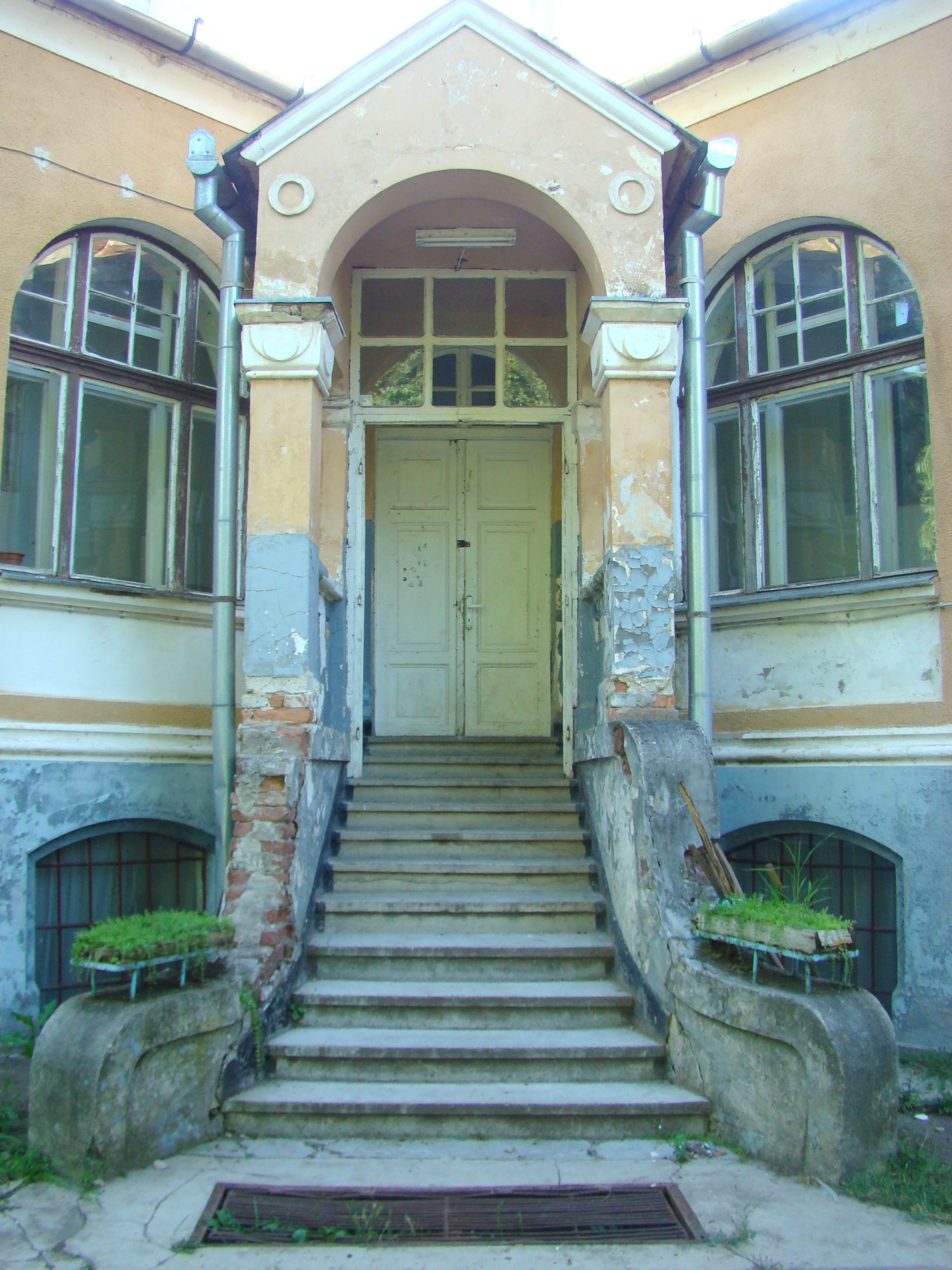
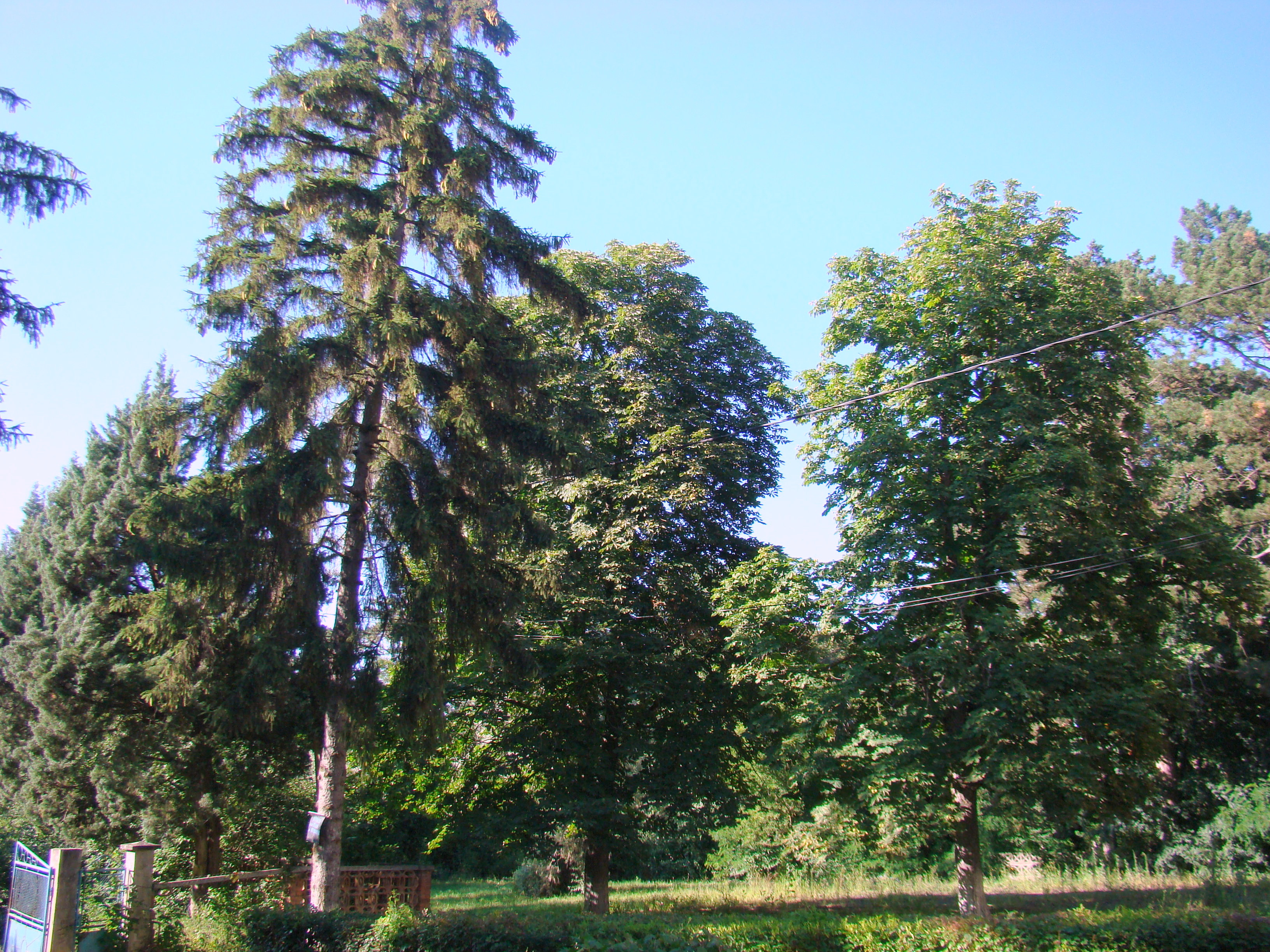
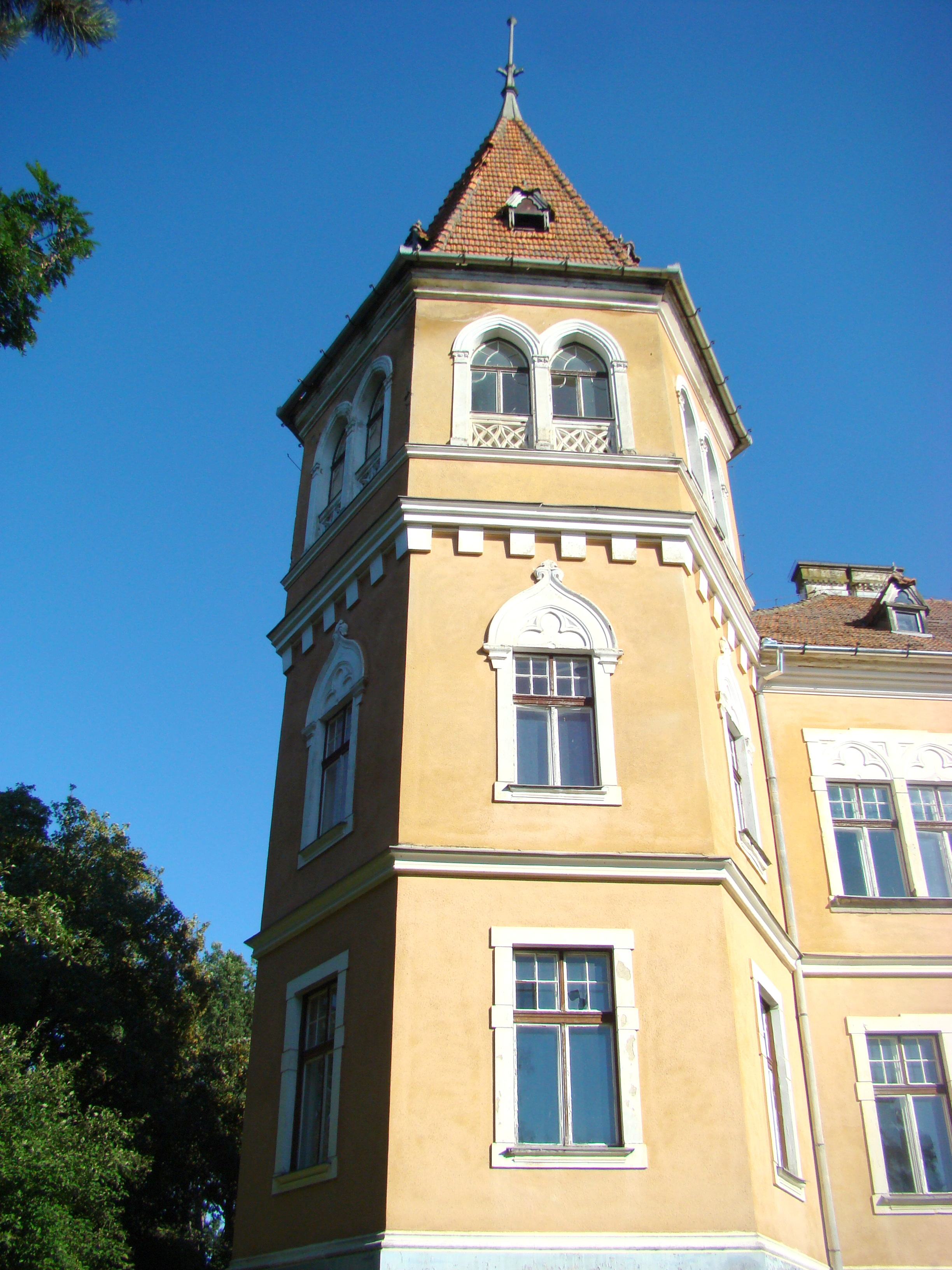
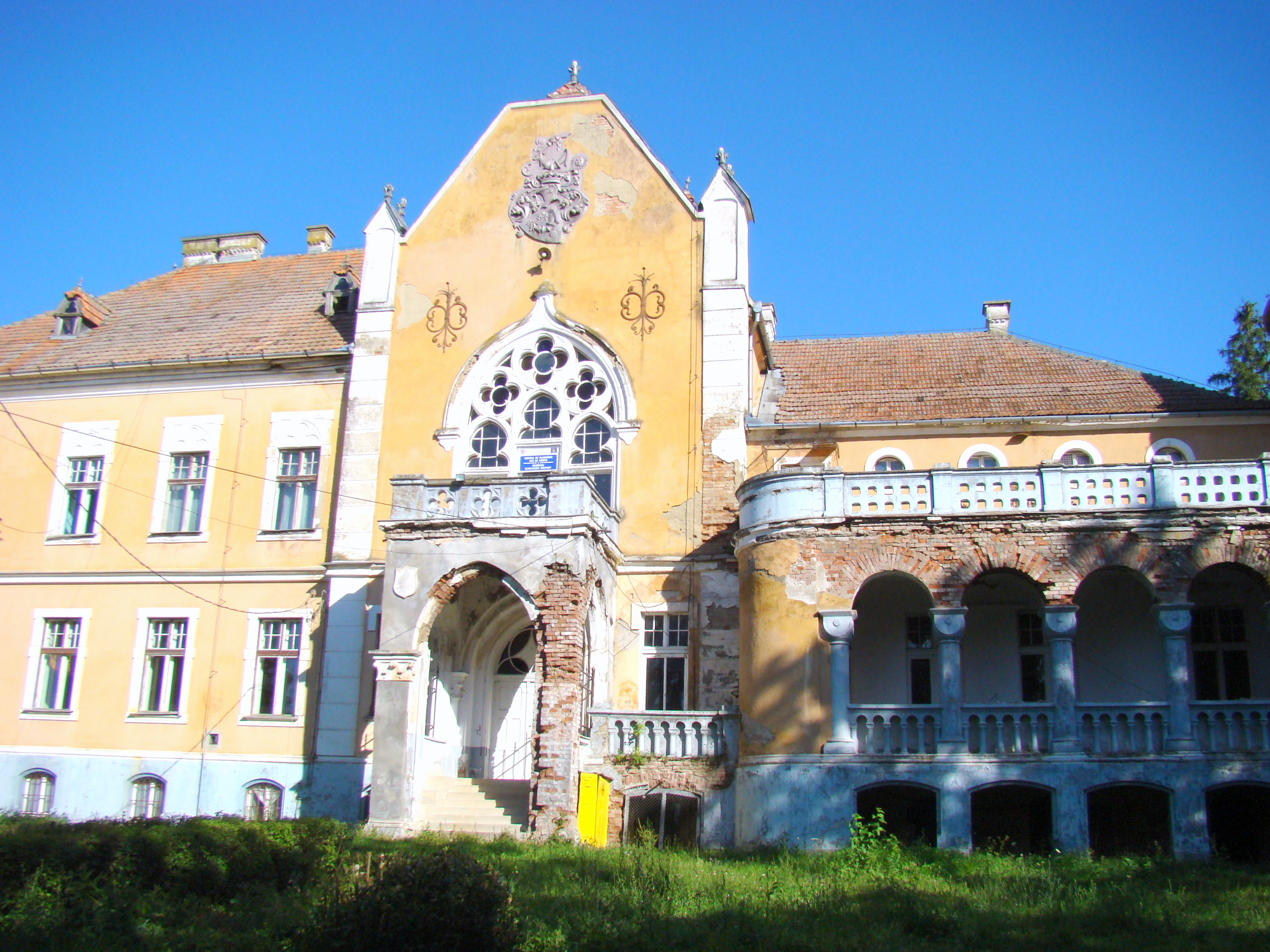
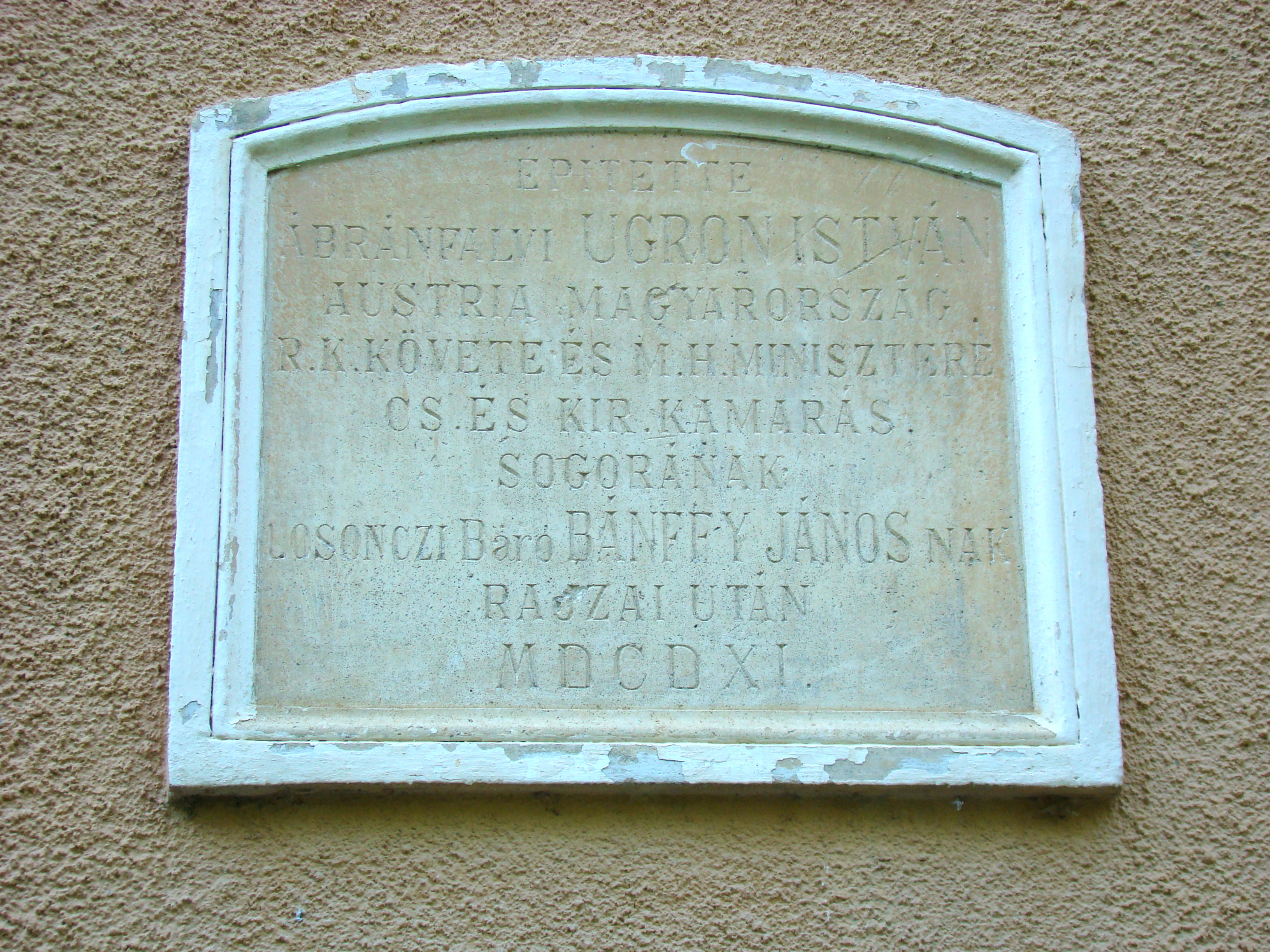
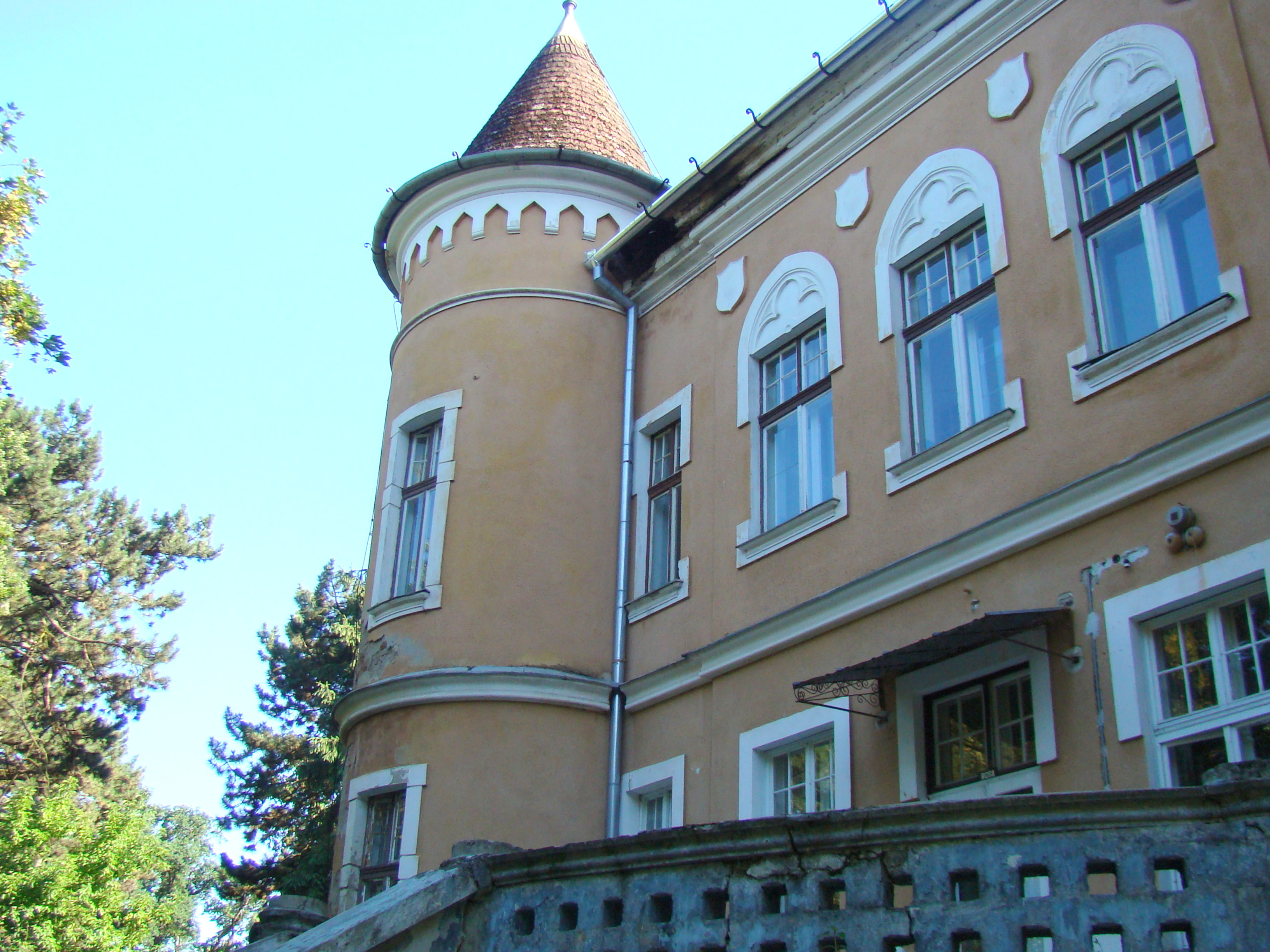
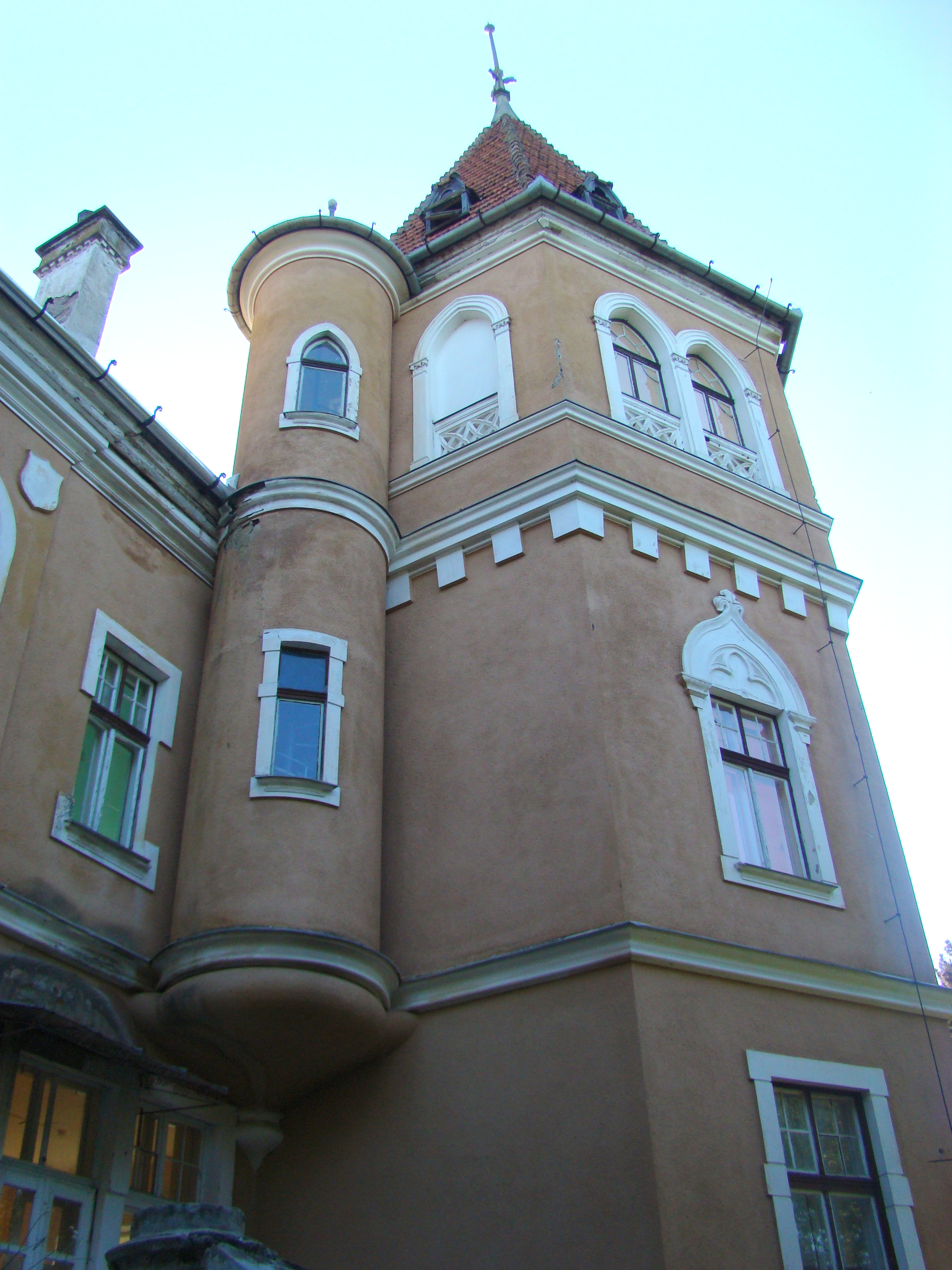
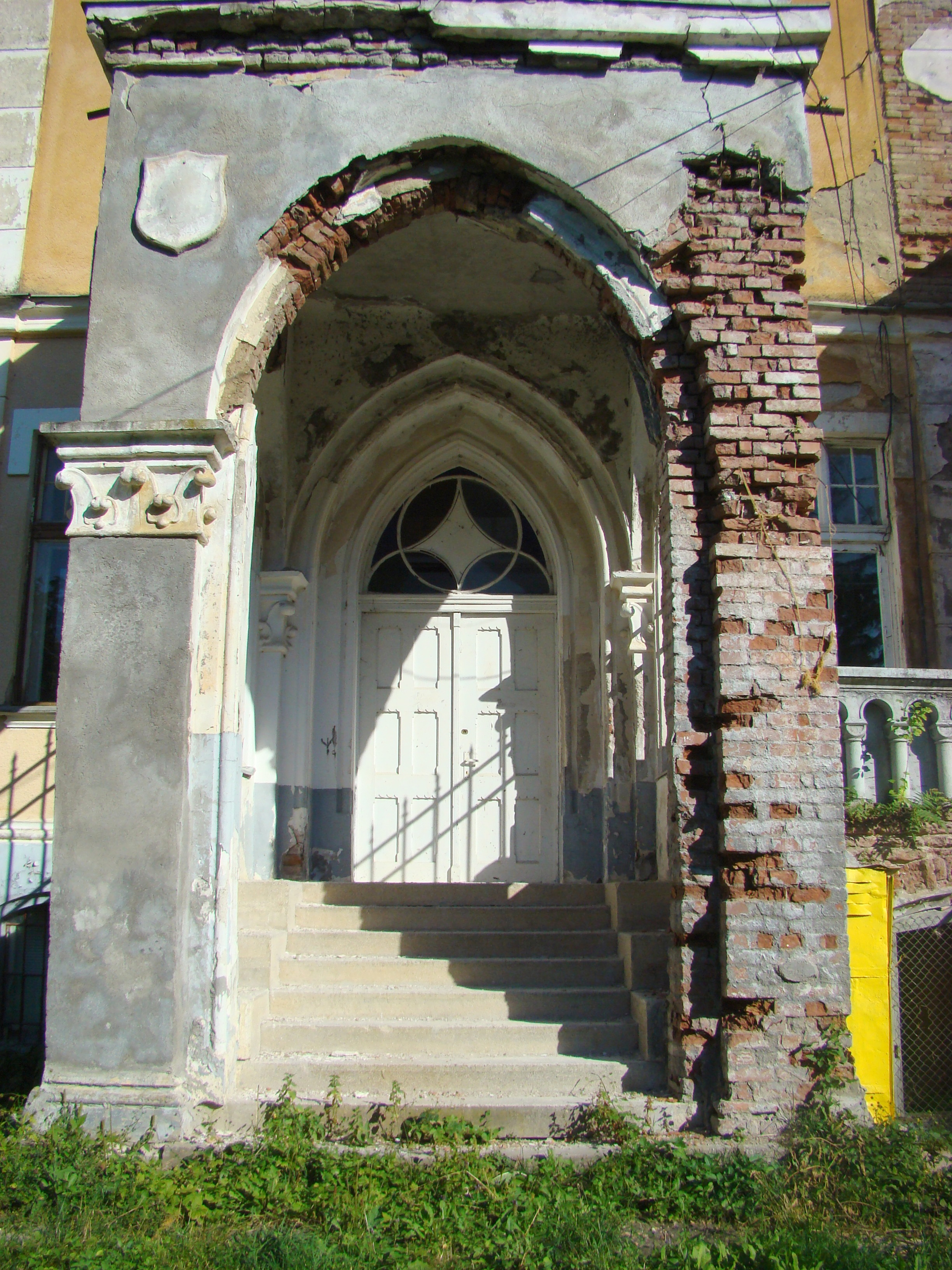
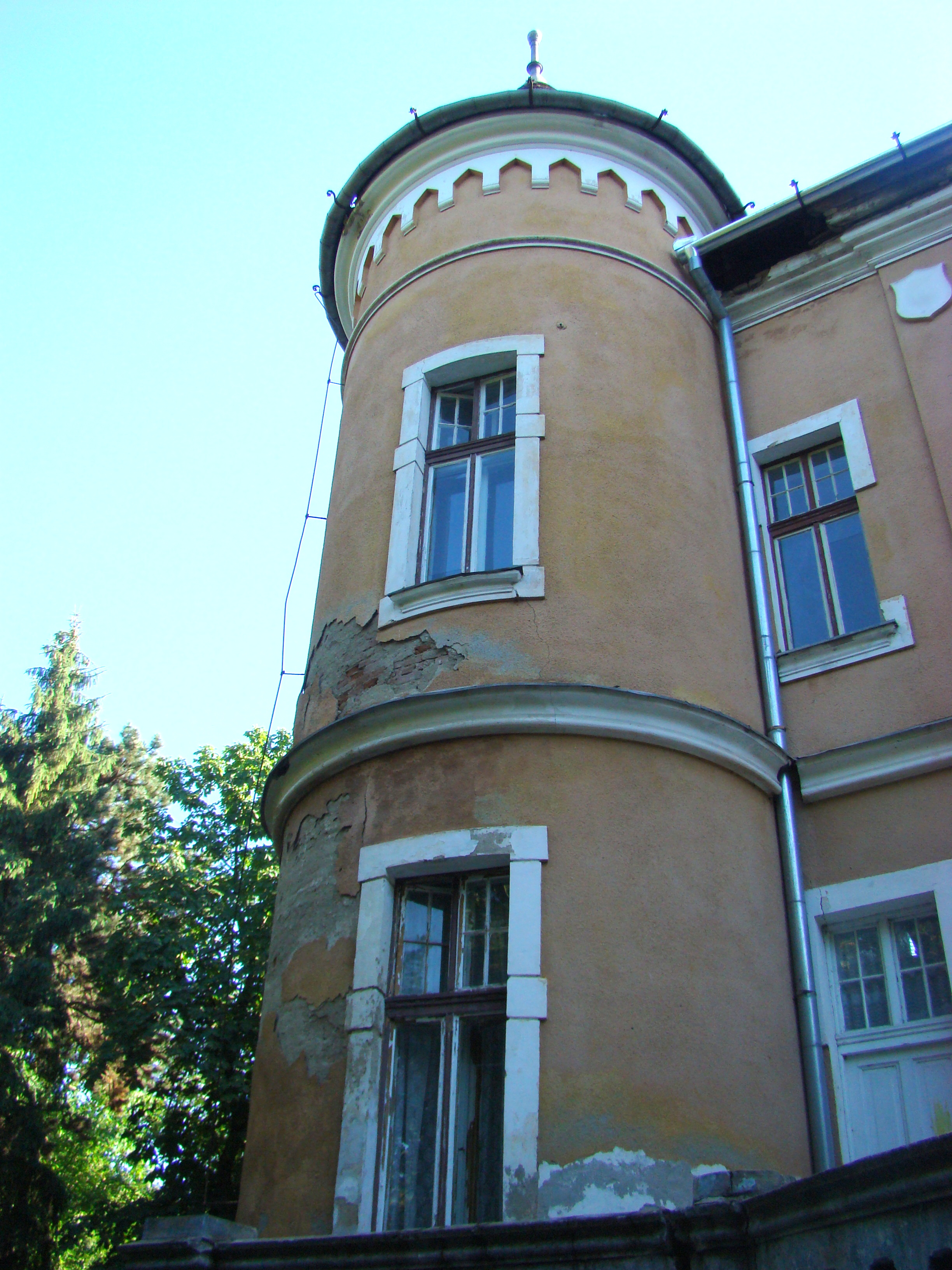
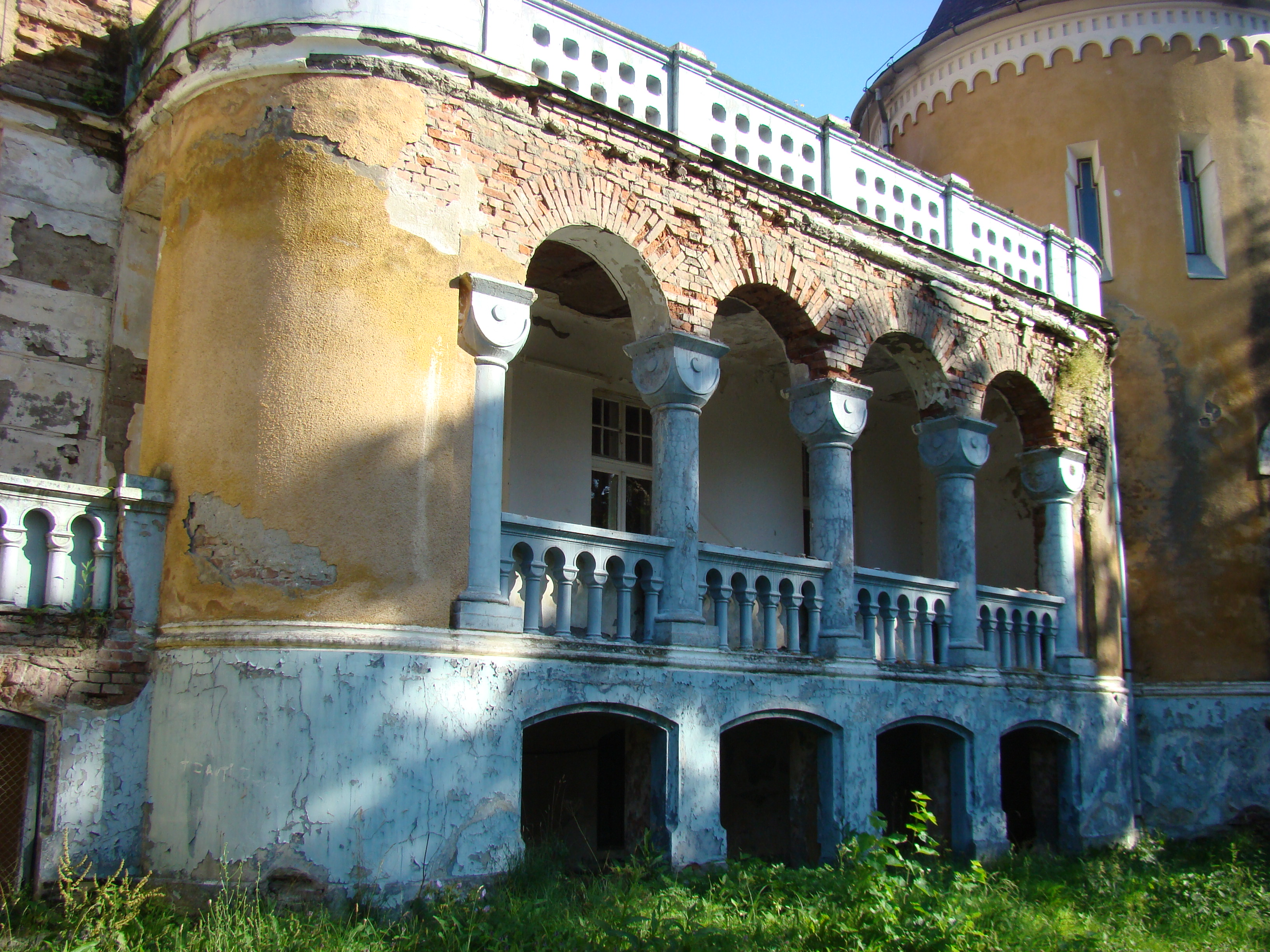
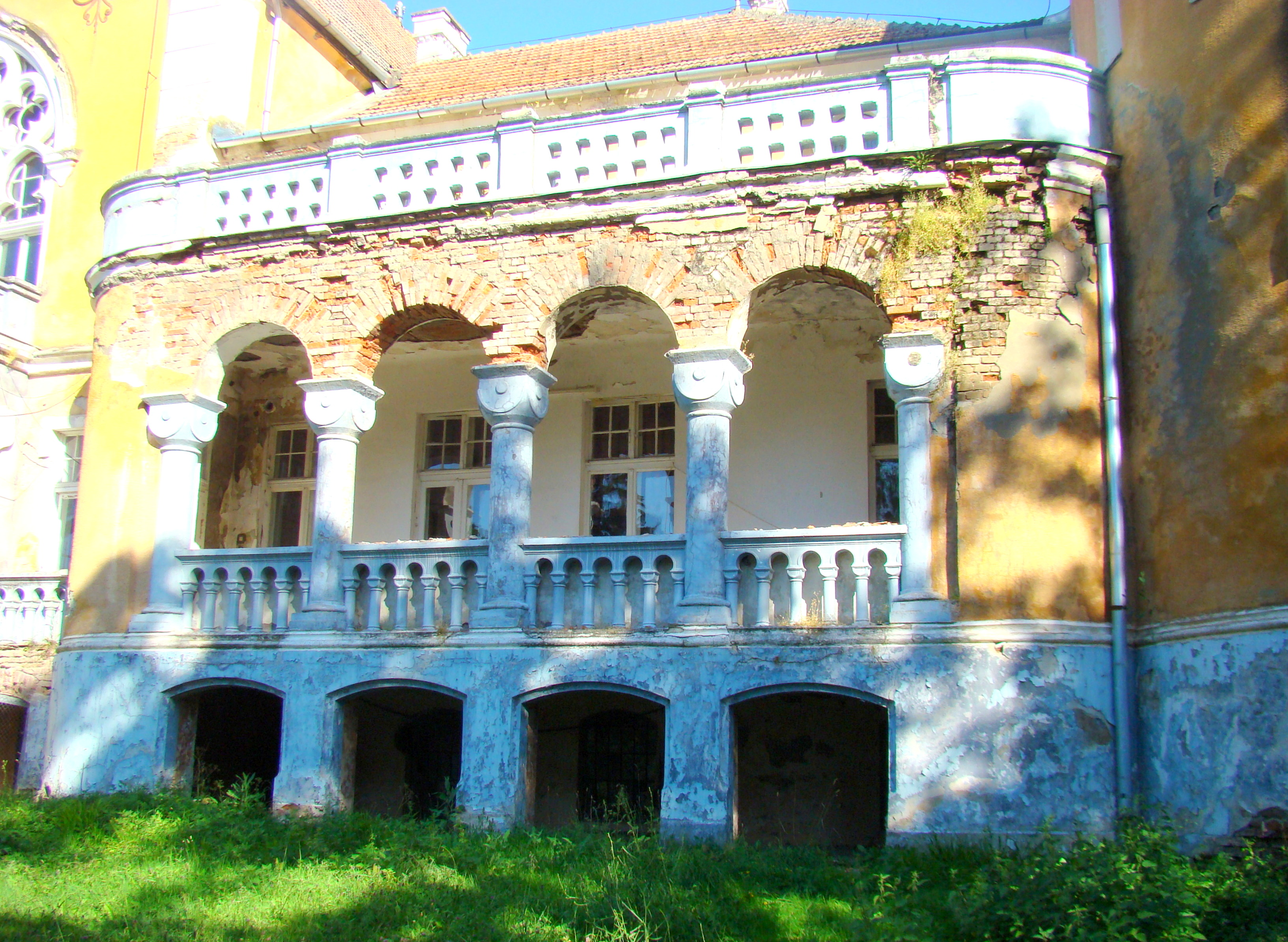
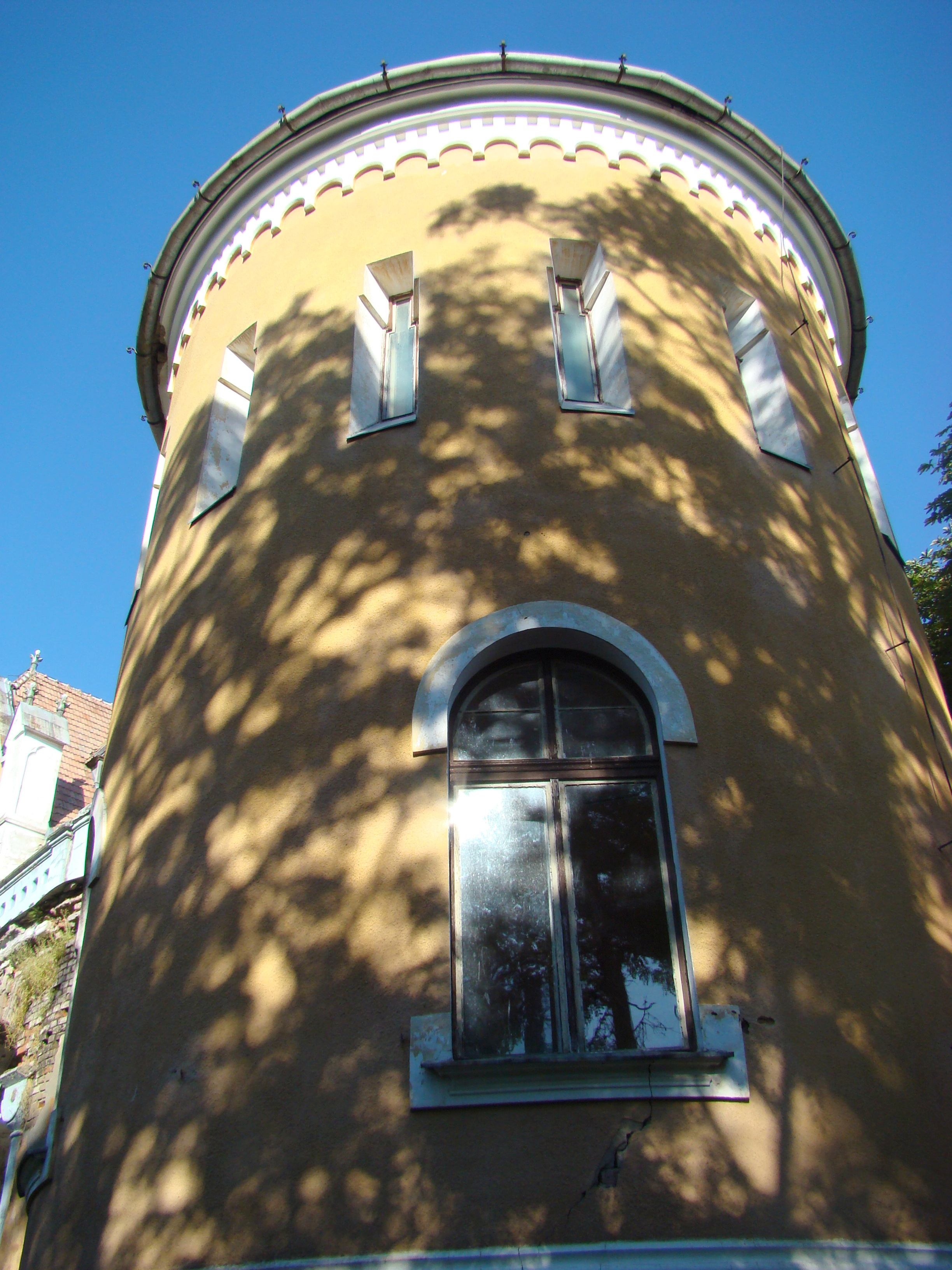